# Fritz Lützenberg
Fritz Lützenberg (* 9. Mai 1901 in Weimar; † 13. Dezember 1974 in Berlin-Pankow) war ein deutscher Agrarwissenschaftler. Er wirkte in der DDR und forschte besonders zur Geflügel- und Pelztierzucht.

## Leben
Lützenberg studierte an der Thüringischen Landesuniversität Landwirtschaft. Am 8. Dezember 1922 wurde er im Corps Saxonia Jena recipiert. 1925 bestand er die Diplom- und Staatsprüfung als Tierzuchtleiter. Er ging als Tierzuchtleiter nach Mecklenburg. In Schwerin an der Warthe war er Landwirtschaftsrat. Von der Rheinischen Friedrich-Wilhelms-Universität Bonn wurde er 1944 zum Dr. agr. promoviert. Bis 1945 war er Geschäftsführer einer Herdbuchgesellschaft. Von 1946 bis 1952 war er Hauptreferent für Rinderzucht in der Deutschen Zentralverwaltung für Land- und Forstwirtschaft der Sowjetischen Besatzungszone. Zugleich war er Abteilungsleiter am Institut für Tierzuchtforschung Dummerstorf der Akademie der Landwirtschaftswissenschaften der DDR. 
1955 habilitierte er sich in Jena. 1956 wurde er als Professor für Kleintierzucht an die Landwirtschaftlich-Gärtnerische Fakultät der Humboldt-Universität zu Berlin berufen. Beauftragt wurde er mit der Einrichtung und Leitung eines Instituts für Geflügel- und Pelztierzucht mit den  Versuchsstationen in Blumberg (Ahrensfelde) und  Strausberg. Walter Ulbricht gratulierte ihm zum 60. Geburtstag. 1966 trat er in den Ruhestand. Sein Nachfolger war Klaus Löhle, der ebenfalls aus Jena gekommen war. Mit einer Festveranstaltung erinnerte die Humboldt-Universität 2001 an Lützenbergs 100. Geburtstag.